# Эгюий-Верт
Эгюий-Верт (фр. Aiguille Verte — «Зелёный пик») — горная вершина во Франции, департамент Верхняя Савойя. Находится в западной части массива Монблан, (Западные Альпы). Высота — 4122 м. К западу от вершины, в долине расположен известный французский горнолыжный курорт Шамони.
Первое восхождение совершили Эдуард Уимпер, Кристиан Альмер и Франц Бинер 29 июня 1865 г.  за две недели до рокового первого восхождения на Маттерхорн. Уимпер не смог взять своего обычного гида Мишеля Кро, которому пришлось ждать клиента в Шамони, и нанял Кристиана Альмера, который был с Альфредом Виллсом на Веттерхорне в 1854 г. Уимпер так описывает восхождение:
В верхней части небольшого оврага мы пересекли курумник и попали в другой большой (одноименный кулуар Уимпера). Наконец лёд перешел в снег, и мы пошли налево к скалам. Они были очаровательны; с гранитной поверхностью, шероховатые, на которых хорошо держались шипы. В 9:45 мы прошли скалы и завершили восхождение на небольшой гряде снега, который спускался в направлении Эгюий-дю-Муан. В 10:15 мы стояли на вершине (13,541 футов [так в оригинале]), и проглотили наш хлеб и сыр с хорошим аппетитом.
Второе восхождение совершили Чарльз Хадсон, Т. С. Кеннеди и Мишель Кро по гребню Мойн.

## Инциденты
На Эгюий-Верт было несколько инцидентов, в которых погибли или пропали без вести альпинисты. Тело французской альпинистки Патрис Ивер, связь с которой пропала 1 марта 1982, было найдено 1 июля 2014 г.

## Галерея

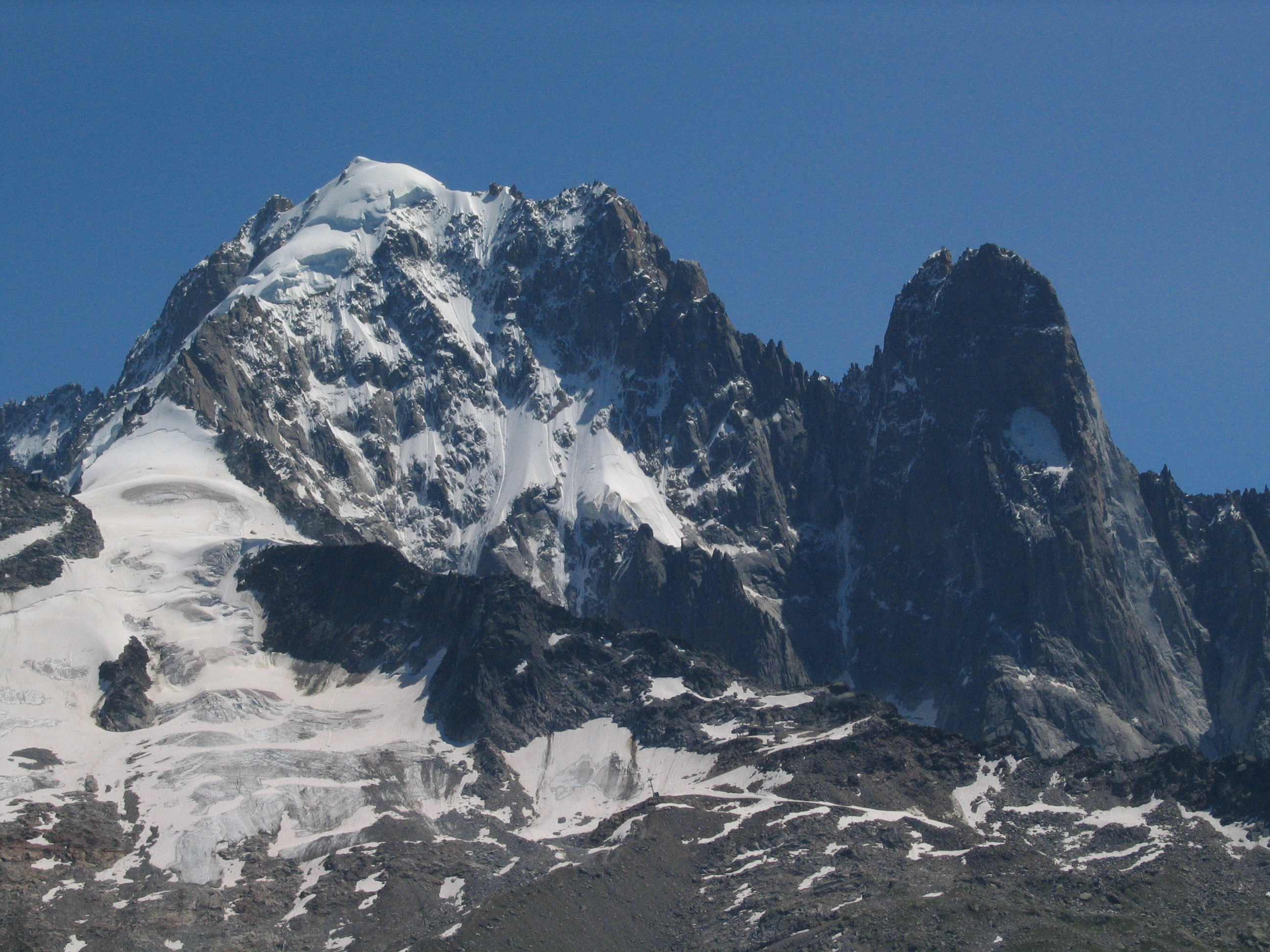
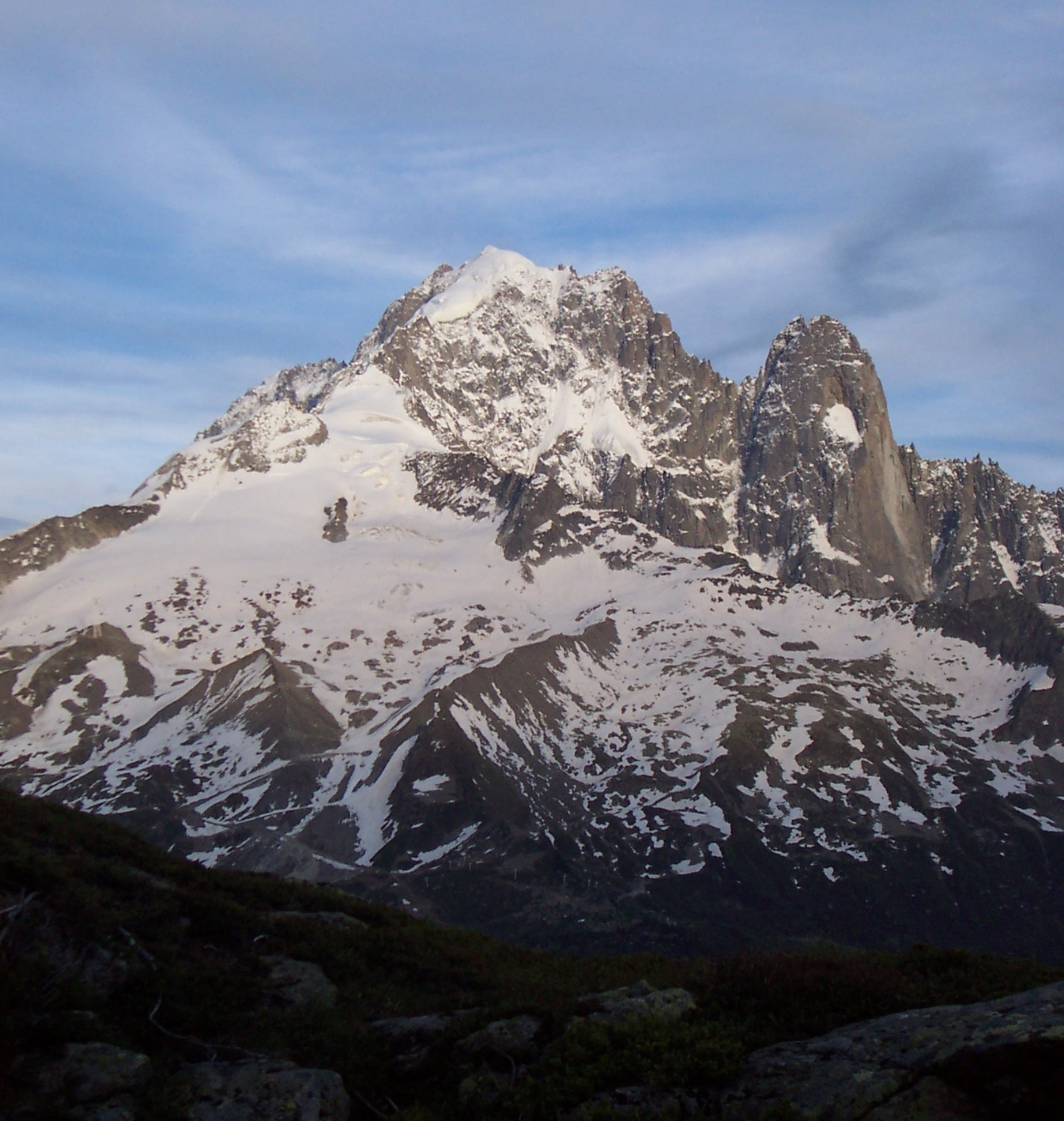
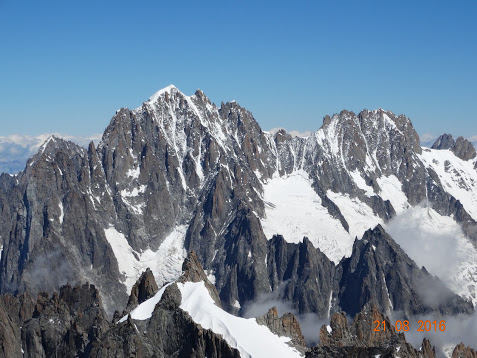
Эгюий Верт (вид с Эгюий дю Миди)